# Daniël Nijs

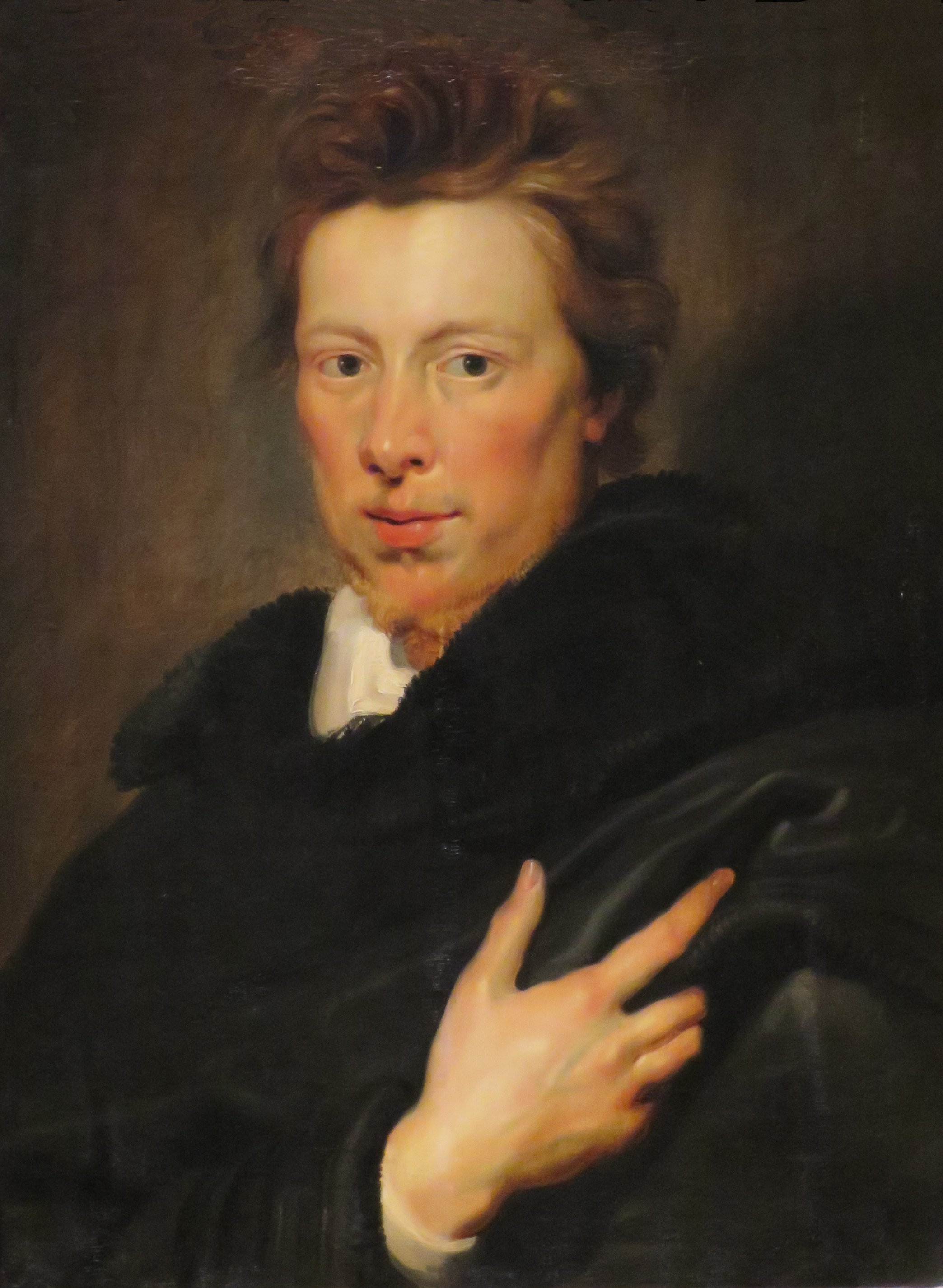
Portret van Daniël Nijs door Peter Paul Rubens (Dayton Art Institute)

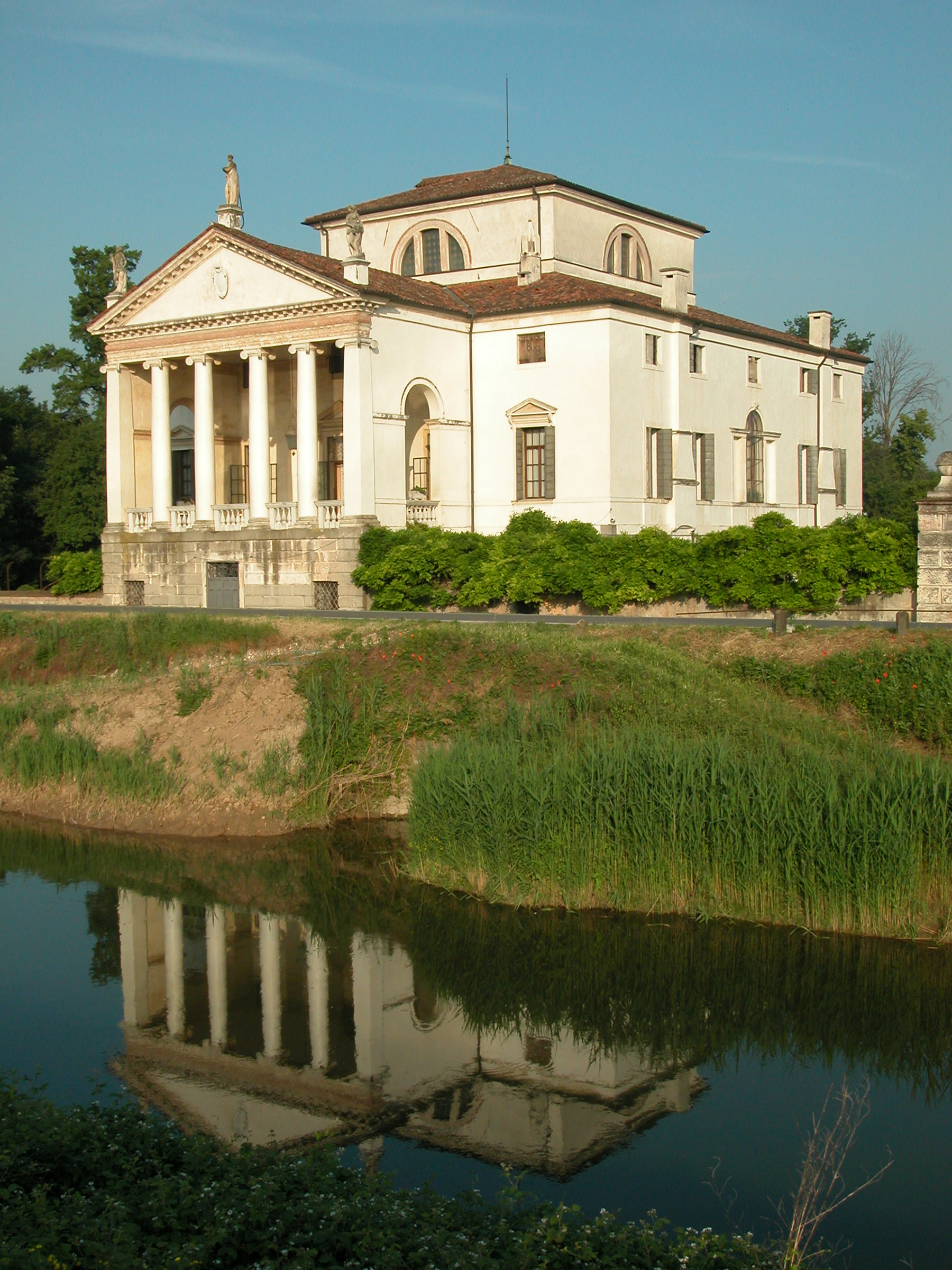
Villa ontworpen door Vincenzo Scamozzi bij Padua

Daniel Nijs (Wesel, 1572 - Londen, 1647), afkomstig uit een Zuid-Nederlandse protestantse familie, was meer dan dertig jaar lang koopman in Venetië. Hij geldt als een van de eerste en invloedrijkste kunsthandelaren die Italiaanse schilderijen uit de renaissance en beelden uit de klassieke oudheid naar het Noorden van Europa verstuurd.

## Leven
Zijn ouders werden veroordeeld door de Raad van Beroerten en trokken naar Wesel. Rond 1597 zat de vader enige tijd gevangen in Oudenaarde. Rond 1604 of eerder vestigde Daniël zich in de lagunestad. Pas in 1610 trouwde hij in Amsterdam met Cecile Muysson. In 1615 bezat hij volgens Vincenzo Scamozzi 40 antieke beelden, 80 reliëfs, 60 schilderijen, twintig portretten en een rariteitenkabinet. In dat jaar verkocht hij vijf schilderijen van Tintoretto, drie van Veronese, een van Titiaan, Bassano en Andrea Schiavone en 29 kisten met beeldhouwwerk aan Dudley Carleton, die als koper en tussenpersoon fungeerde. Carleton ruilde een aantal werken met Peter Paul Rubens. Twee kostbare schilderijen van Antonio da Correggio werden over land naar Engeland vervoerd. De gedoodverfde koper, Robert Carr, graaf van Somerset, viel na de vermeende betrokkenheid bij een moordzaak in ongenade. Dudley moest naarstig op zoek naar een nieuwe gegadigde, dat werd de graaf van Arundel.

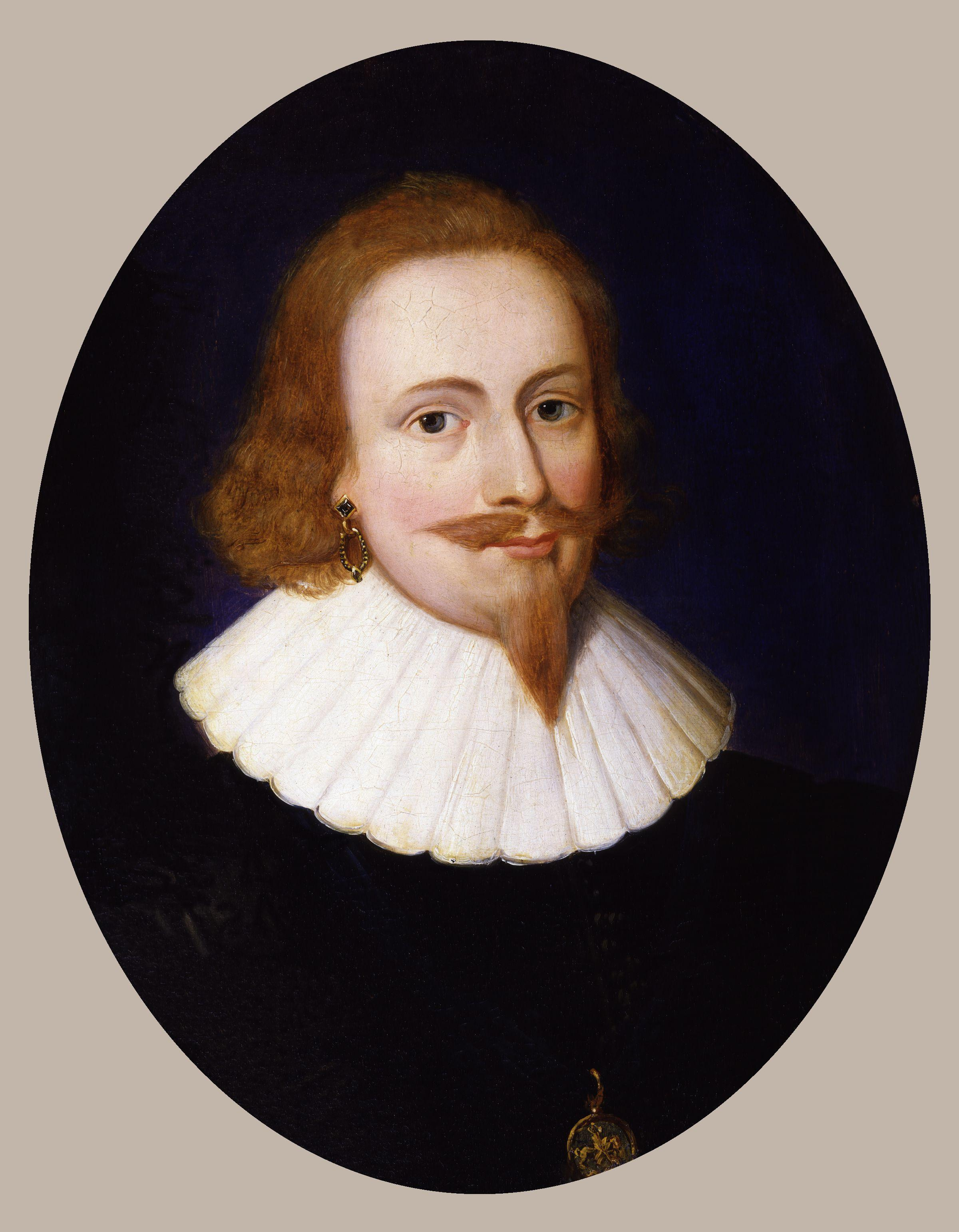
Robert Carr

Nijs beïnvloedde ook andere Amsterdamse kooplieden in Venetië, zoals Jacques Nicquet en Jan Reynst met het aanleggen van een verzameling.
Hij speelde in 1619 met Carleton een belangrijke rol bij het smokkelen van een manuscript naar Engeland, in 1616 geschreven door geleerde monnik Paolo Sarpi, aangaande de geschiedenis van het Concilie van Trente. In dat boek beweerde Sarpi dat de Romeinse Curie opzettelijk verhinderde dat de katholieken en de protestanten tot elkaar kwamen.
De rol van Nijs tijdens en na de Uskokoorlog is nog onduidelijk, in ieder geval ontving hij een grote som geld via de bankgiro. Johan Ernst van Nassau-Siegen, Melchior van den Kerckhove, Piet Hein en Dirck Hartog voeren naar de Adriatische Zee om Venetië te beschermen tegen Habsburgse, Spaanse en Uskokse aanvallen.

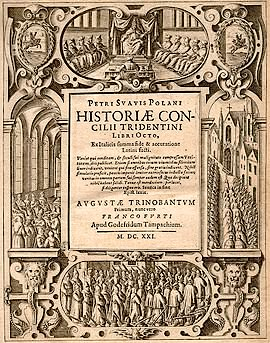

In 1620 kwam Constantijn Huygens op bezoek; in 1622 Anthony van Dyck; in 1624 François van Aerssen en Alessandro Orsini. Hij bezat een huis op Burano en een palazzo op het schiereiland Cavallino-Treporti in de Lagune van Venetië en liet daar in 1625 Hollandse konijnen uitzetten. Op Cavallino-Treporti is een cultureel centrum naar hem vernoemd.
Nijs stond bekend als sociaal voelend en reisde naar Padua om Adriaan van den Spiegel aan zijn sterfbed te bezoeken. Hij leverde edelstenen, alle tekeningen van Albrecht Dürer en Lucas van Leyden aan de Thomas Howard, de 21e graaf van Arundel. Hij kocht in 1624 in het geheim de collectie van Ferdinando Gonzaga, de hertog van Mantua en verkocht die in 1627 aan de koning Karel I van Engeland. In 1628 stierf Lord Buckingham, een van zijn belangrijkste afnemers; ook Lord Pembroke kocht werk van Nijs.
In 1631 ging Nijs failliet. In 1633 verzocht hij om zonder traktement als postmeester op Italië te worden aangesteld door de Staten-Generaal der Nederlanden. De Hoog Mogenden willigden dit verzoek in ten name van Philips, Jacques en Johan Nijs, die zij tot postmeesters-generaal benoemden. Het aangevraagde winstgevend vervoer van de particuliere correspondentie van Italië werd niet aan hen verleend. Daarover zou negen jaar later een strijd uitbreken tussen Taxis en de stadspost te Keulen.
In 1638 verkocht hij opnieuw werk aan Arundel, nadat de koning zich had teruggetrokken als koper.
Daniël Nijs had vijf zonen en zes dochters: Jean Nijs vertrok in 1645 naar Oost-Indië. De weduwe Nijs vestigde zich met de overige kinderen in Utrecht. Isaac Jan Nijs zou betrokken raken bij het Asiento.

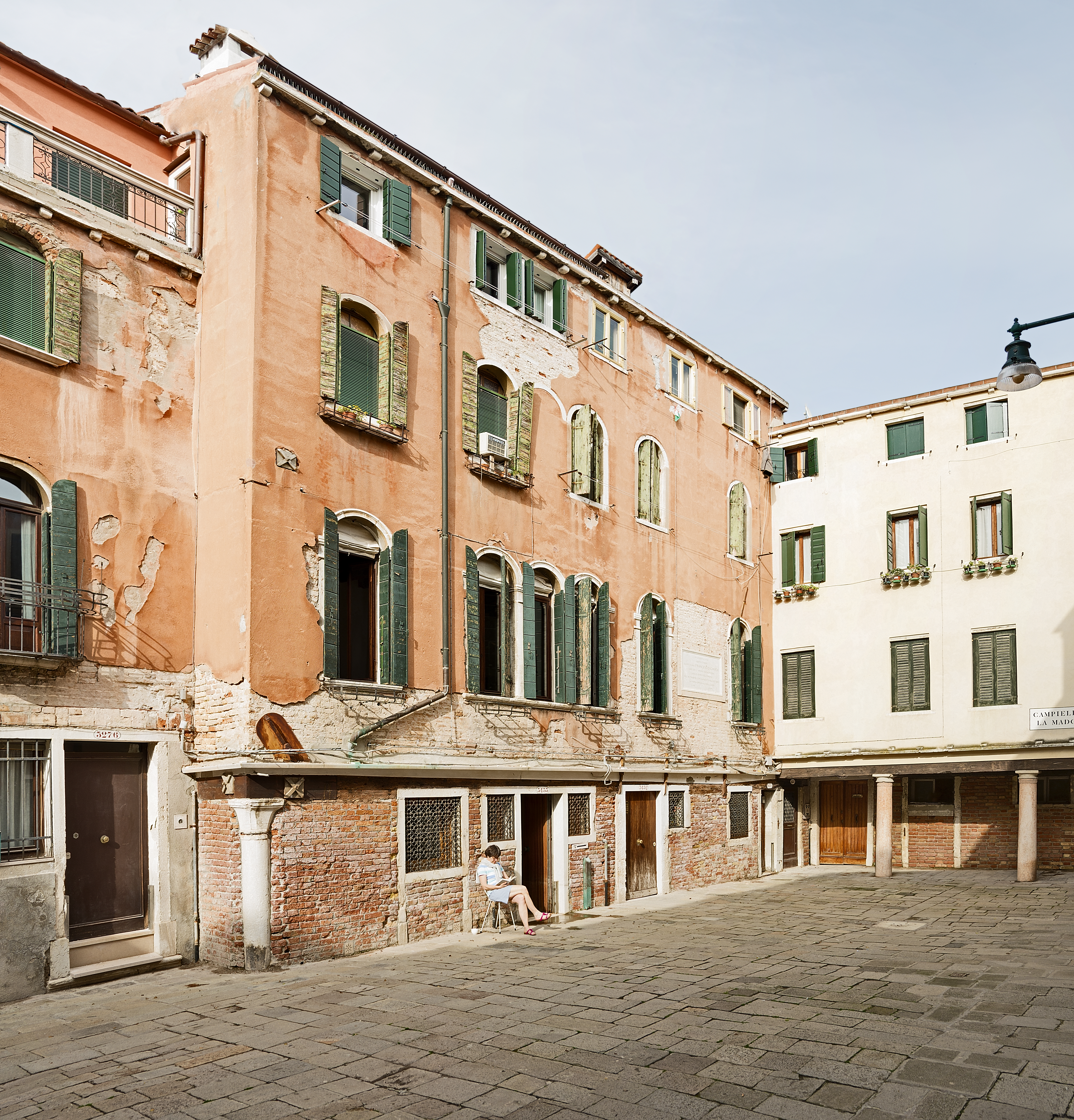
huis in Cannaregio, (voormalig woonhuis van Francesco Guardi)